# Ploegenklassement
Het ploegenklassement in de wielersport het klassement waarin de beste ploeg bepaald wordt. Het is in de meeste wielerwedstrijden het enige klassement waar niet de individuele renners centraal staan.
De renners van de ploeg die leidt in het ploegenklassement krijgen tegenwoordig vaak een geel rugnummer. De belangrijkste ploegenklassementen zijn uiteraard die uit de drie Grote Rondes, te weten:
- Het ploegenklassement van de Ronde van Frankrijk
- Het ploegenklassement van de Ronde van Italië
- Het ploegenklassement van de Ronde van Spanje

Er zijn in het verleden meerdere methoden geweest om ploegenklassementen en landenklassementen te berekenen, waaronder methodes met plaatspunten. Tegenwoordig wordt vrijwel overal het systeem gebruikt waarin na elke etappe de tijden van de (drie) beste renners van elke ploeg worden opgeteld. Deze tijden worden vervolgens weer van alle etappes opgeteld om een algemeen klassement te maken voor ploegen. De drie beste rijders per ploeg kunnen verschillen per dag, dus een ploeg die drie renners hoog in het klassement heeft staan hoeft niet per se ook hoog in ploegenklassement te staan en vice versa.
Uitzondering op de regel dat de tijd van de beste drie renners telt is de ploegentijdrit. Als in een grote ronde een ploegentijdrit wordt gereden, wordt het tijdsverschil van de ploegentijdrit slechts één keer in het ploegenklassement doorberekend en niet drie keer.
Algemeen klassement · Bergklassement · Combinatieklassement · Jongerenklassement · Ploegenklassement · Puntenklassement · Strijdlustklassement · Tussensprintklassement
 Blauwe trui ·   Bolletjestrui ·  Gele trui ·  Groene trui ·  Paarse trui ·  Rode trui ·  Roze trui ·  Witte trui ·  Zwarte trui ·  Regenboogtrui ·  Sterrentrui